# ガラクタン エンド-β-1,3-ガラクタナーゼ
ガラクタン エンド-β-1,3-ガラクタナーゼ(Galactan endo-beta-1,3-galactanase, EC 3.2.1.181)は、系統名をアラビノガラクタン 3-β-D-ガラクタノヒドロラーゼ(arabinogalactan 3-beta-D-galactanohydrolase)という酵素である。以下の化学反応を触媒する。
β-1,3-ガラクタン及びβ-1,3-ガラクトオリゴ糖を特異的に加水分解する。
エノキタケ由来のこの酵素は、2型の植物アラビノガラクタンに見られるβ(1->3)結合を加水分解する。